# Phereoeca spharagistis
Phereoeca spharagistis är en fjärilsart som beskrevs av Edward Meyrick 1911. Phereoeca spharagistis ingår i släktet Phereoeca och familjen äkta malar. Inga underarter finns listade i Catalogue of Life.